# ニューバランス

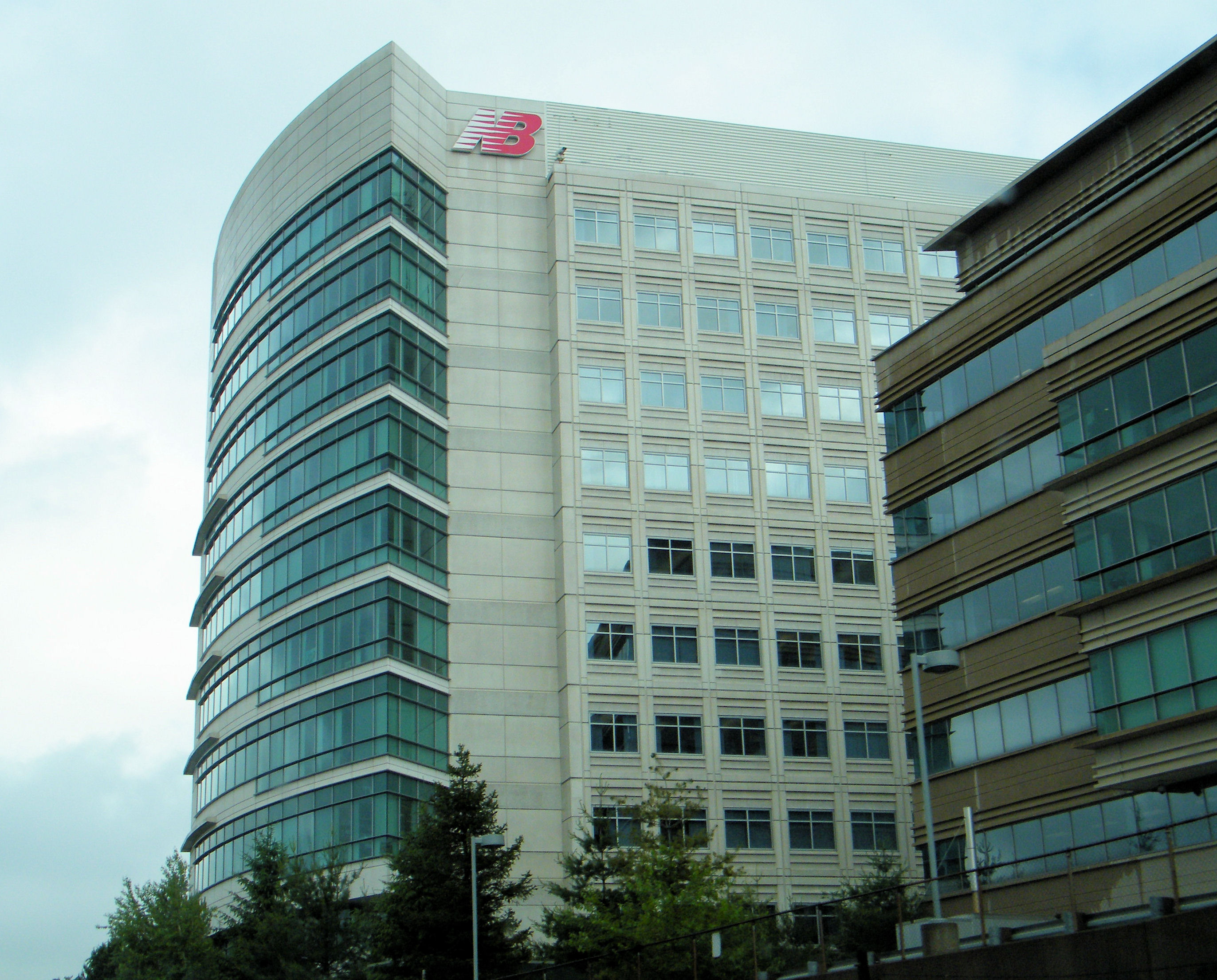
ボストン市の旧本社

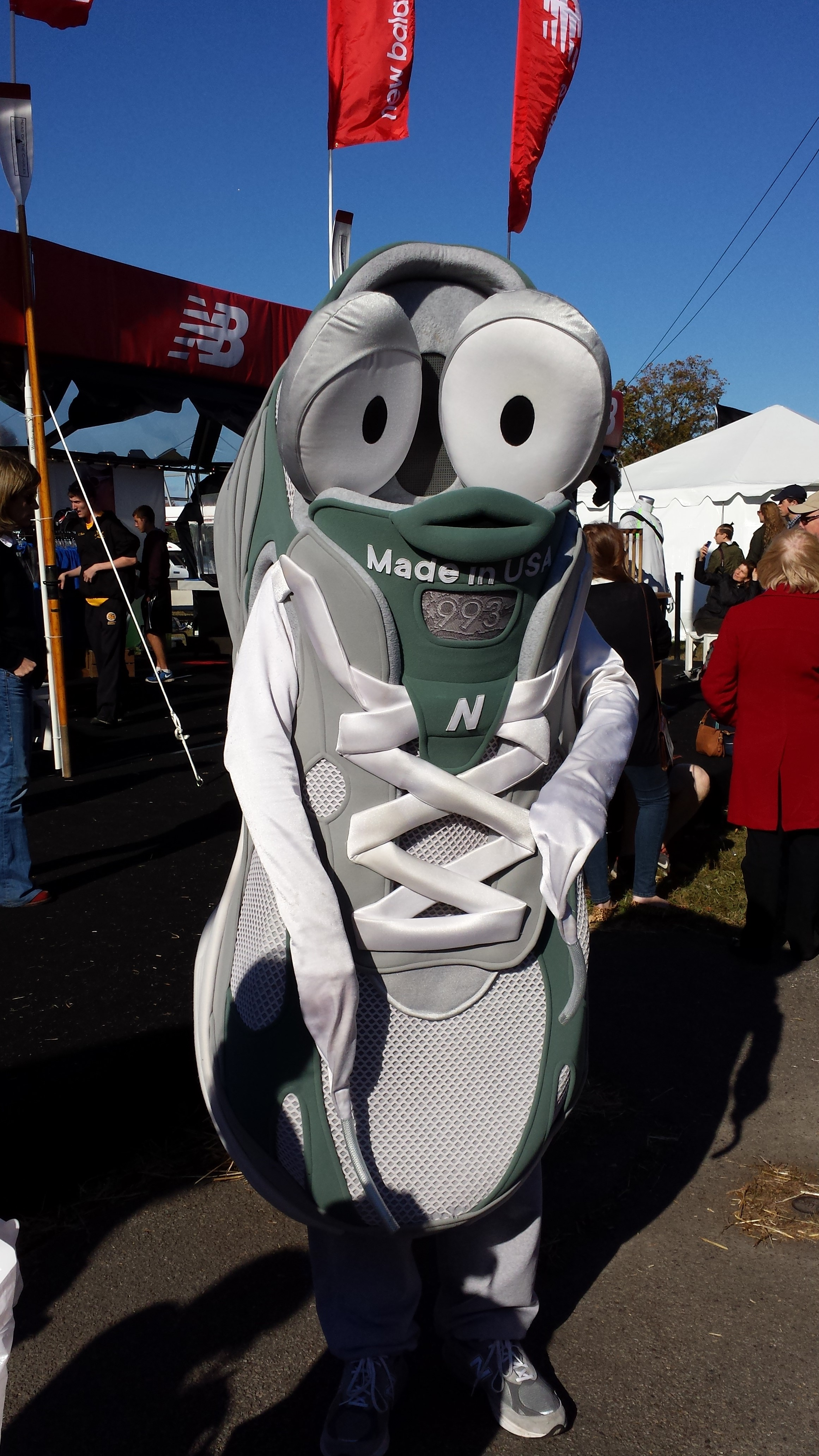
マスコット

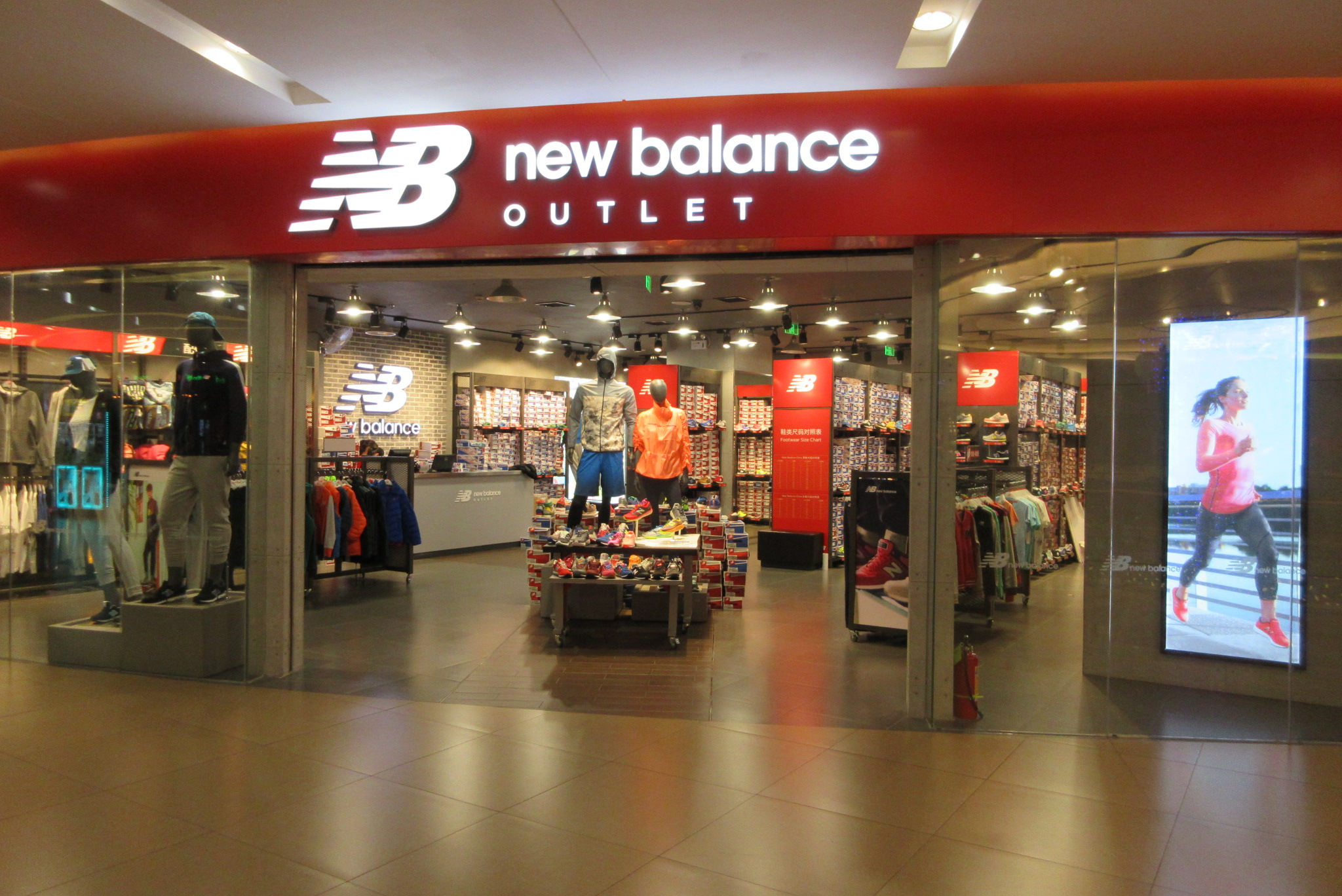
店舗の例（中国、深圳市）

ニューバランス 574 靴

ニューバランス（英: New Balance）は、アメリカのマサチューセッツ州ボストン市に本社を置くスポーツシューズメーカー。

## 概要
1906年に、当時33歳のアイルランド系イギリス人移民のウィリアム・J・ライリーによって、アーチサポートインソールの製造メーカーとして開業する。ライリーがこの時に開発したインソールは、ニワトリの足の爪にヒントを得たものであった。その後、これらの技術を基に矯正靴の製造を開始。1930年代には、カスタムメイドのランニングシューズの製造を開始した。1960年には、ウィズ（足囲）でもサイズ選択が可能な「ウィズサイジング」を世界で初めて採用したシューズを発売。以降この「ウィズサイジング」はニューバランスシューズのサイズ選択の基本となっている。1972年にジェームス・S・デービスが買収し、現在のニューバランス社の体制を築いた。
同業他社が中国やベトナム等に製造拠点を置いて外部委託を主とする中、アメリカやヨーロッパを製造の中心拠点として展開し続けている。そのため、商品が高価となる傾向がある。
「世界トップ3のグローバルなアスレチックブランド」を目指してカテゴリを拡大しており、2015年には傘下のスポーツ用品メーカー・ウォーリア・スポーツの手がけていたサッカー用品市場に参入。ウォーリアがサプライヤーとなっていたリヴァプールFC（ イングランド/プレミアリーグ）・セビージャFC（ スペイン/リーガ・エスパニョーラ）・サガン鳥栖（ 日本/J2）をはじめ、ストーク・シティFC（ イングランド/プレミアリーグ）・FCポルト（ ポルトガル/プリメイラ・リーガ）・モンテディオ山形（ 日本/J2） ・FC東京（日本/J1）・城西大学駅伝部などとサプライヤー契約を行った。

## 主なテクノロジー
- ENCAP
- REVLITE
- ABZORB
- C-CAP
- ACTIVA
- HANZO
- Fresh Foam
- Fuel cell

## 主な製品

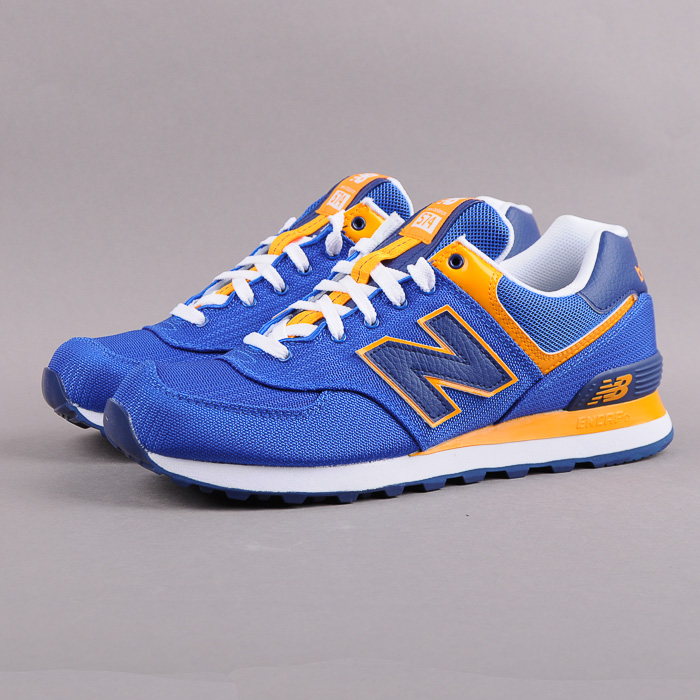
574

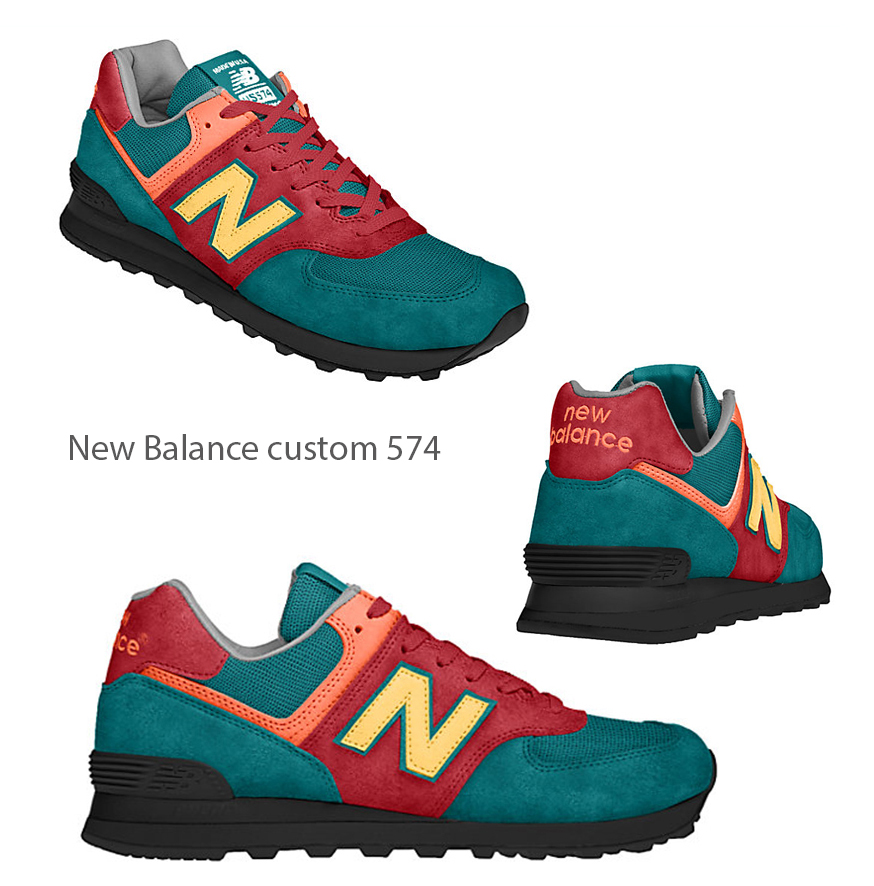
ニューバランスのシューズ

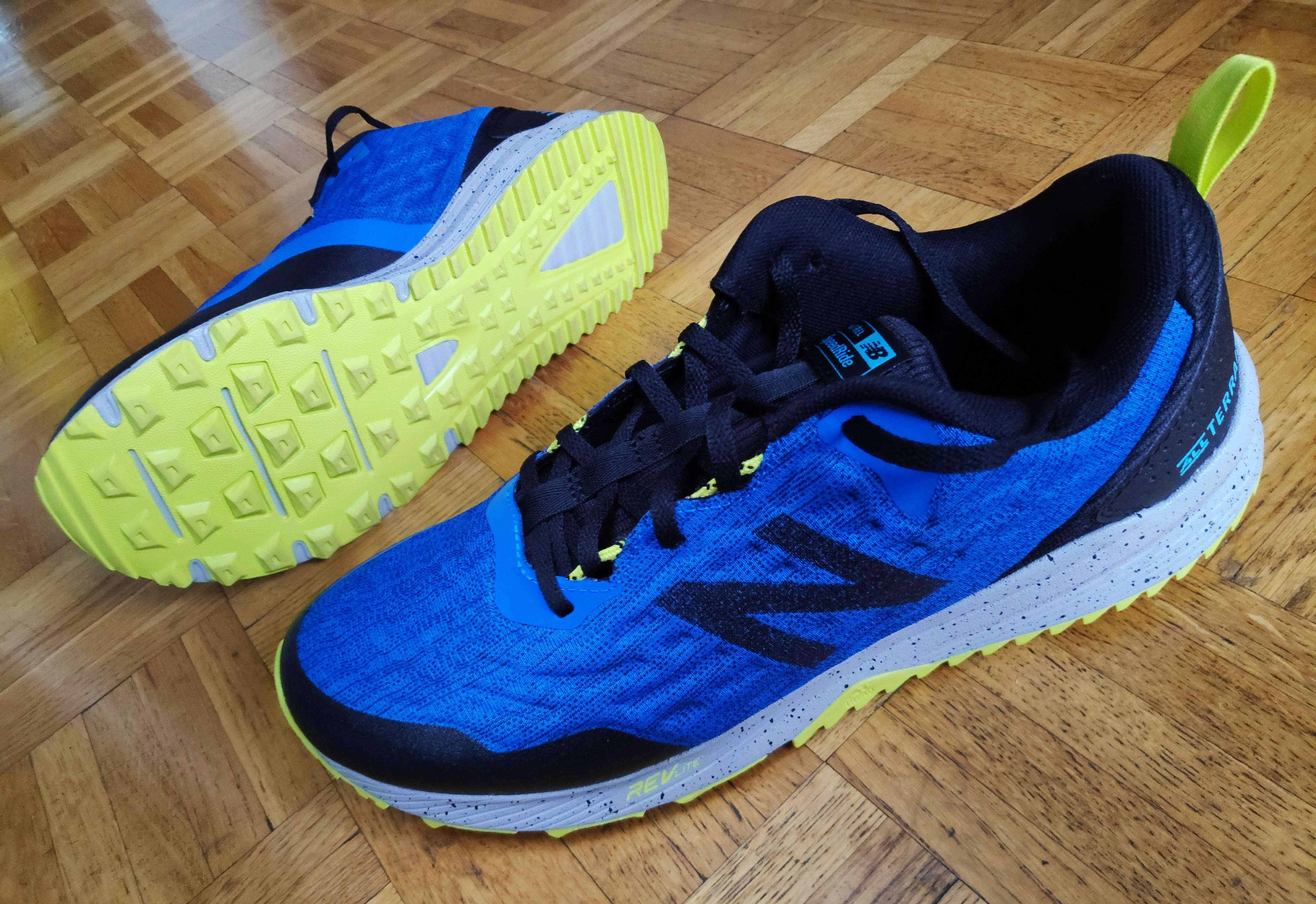
ニューバランス FuelCore Nitrel トレイルランニングシューズ

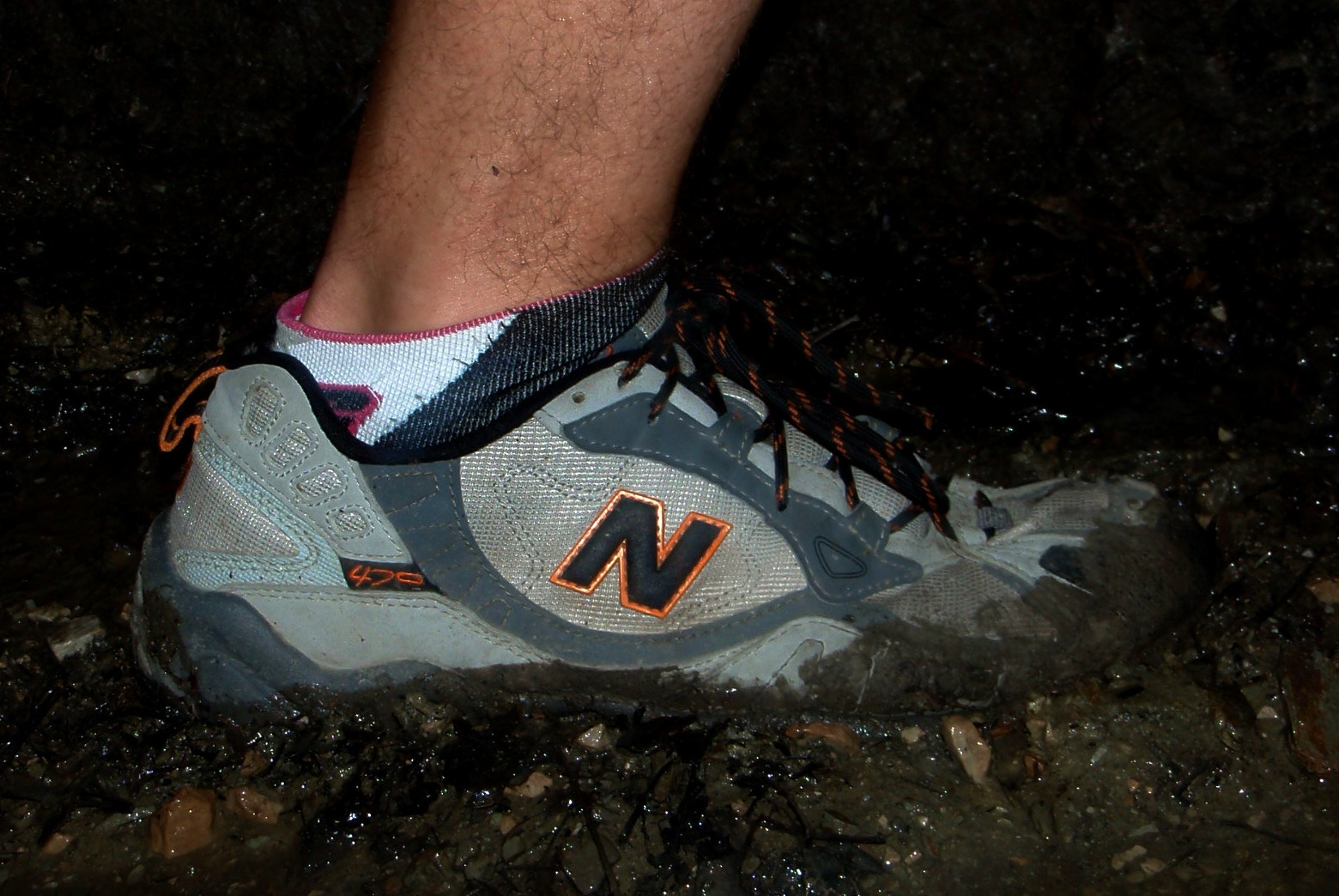
ニューバランス v.470 トレイルランニングシューズ

500番台
- 574
- 575
- 576
- 577

900番台
- 990
  - 990v2
  - 990v3(M990GL3)
  - 990v4
  - 990v5
  - 990v6
- 992
- 993
- 996, MRL996, CM996
- 998

1000番台
- 1300
- 1400
- 1500
- 1700

2000番台  

• 2200

## 日本での展開

### ニューバランス ジャパン
シューズ製品の日本展開は、株式会社ニューバランス ジャパンが行う。

#### 企業データ
- 創業：1988年12月15日
- 本社：東京都千代田区神田神保町1-105 神保町三井ビルディング
- 支店：大阪府大阪市西区北堀江1-6-2
- 主要子会社：株式会社ニューバランスアスレチックス
  - ニューバランス直営販売店を運営する。

#### その他
- 当社設立前の1980年代には、月星化成（現：ムーンスター）が、日本におけるニューバランスのライセンス・販売を行っていた。当社設立後も、最近までムーンスターの創業家の一族が社長を務めていた。現在も主要株主であり、支店など直販部門を通じ卸を継続するなど強い関係である
- 2011年12月4日、「はじめてのフルマラソン完走」と題して NAHAマラソンに参加。『EXCELLENT IS MADE IN NAHA』キャンペーンに応募した中から選ばれた10名の挑戦者が、完走に挑戦するリアルタイムドキュメンタリー企画であった。チームニューバランスのコーチが、挑戦者のトレーニングのサポートを務めた[6]。
- 2015年11月に本社を千代田区神田神保町の神保町三井ビルディングへ移転した。
- 2018年1月、元アシックスの社員で、「現代の名工」の一人でもある靴職人の三村仁司がニューバランスの専属アドバイザーに就任[7]。三村自身が主宰する工房「M Lab.」（ミムラボ）にて、当社のランニングシューズをはじめとした競技用シューズを製作。

#### CMキャラクター
- 坂本龍一
- 佐藤健「PF-FLYERS」（2011年2月 - 3月）
- 三浦大知（2019年）
- 田中希実
- 神野大地
- 大谷翔平

#### テレビ番組
- 日経スペシャル カンブリア宮殿 熱烈ファンが続々！ニューバランスの真っ正直なものづくり（2023年2月23日、テレビ東京）- ニューバランスジャパン社長 久保田伸一出演[8][9]。

### エヌ・エフ・シー
「ニューバランス」ブランドの衣料および関連商品の企画・生産・販売は、株式会社エヌ・エフ・シーが行う。伊藤忠商事とビリーフ（旧：サンワールドインターナショナル）の共同出資によって設立。アパレル関連商品においてニューバランス ジャパンと独占販売契約を結び、企画・生産・販売行っている。

#### 企業データ
- 創立：2003年4月25日
- 本社：東京都中央区築地2-11-24

#### その他
- 以前のアパレル関連商品は、ビリーフが販売活動を行っていた。しかし、2003年12月にニューバランス ジャパンとの契約が終了となるため、ビリーフと伊藤忠商事（ビリーフと販売契約を結んでいた）が共同で、当社を設立するに至った。
- 2006年、「美しくスポーツする。」をコンセプトに、new balance new beauty という女性向けラインをスタート。
- 2007年4月27日には業界に先駆けてランニングスカート「ランスカ」を発売。

#### CMキャラクター
- 知花くらら（2007年）